# Claude Nicouleau
Claude Nicouleau, né le 22 décembre 1961 à Neuilly-sur-Seine, est un patineur de vitesse sur piste courte français.
Il participe aux épreuves de patinage de vitesse aux Jeux olympiques de 1988 à Calgary, sans atteindre de finale.
Aux Jeux olympiques de 1992 à Albertville, il termine cinquième du relais sur 5 000 mètres. Il est médaillé de bronze en relais aux Championnats du monde de patinage de vitesse sur piste courte 1992 à Denver.